# Physis
Physis (gr. φύσις) jest to grecki termin teologiczny, filozoficzny i naukowy. Najczęściej tłumaczony jako natura.
W Odysei Homera słowo pojawia się jeden raz i jest to najwcześniejszy przypadek jego użycia, który odnosi się do przyczyny dojrzewania roślin. W innych źródłach pojawia się w kontekście wrodzonego, niczym niezdeterminowanego rozwoju roślin, zwierząt i wszelkich elementów świata. Zaś filozofowie presokratyczni (których z pojęciem physis zapoznał Tales z Miletu), upatrywali w nim nośnika niezmiennej natury rzeczy, która jest dostępna człowiekowi jedynie poprzez porównanie physis z tym, co się wokół niej zmienia. W etymologii słowo to uważa się za źródło słowa fizyczny, które jest synonimem słowa naturalny. Arystoteles zainspirowany pojęciem physis stworzył filozofię przyrody. Dzięki temu rzeczy fizyczne (naturalne), oddziela się od metafizycznych (przedmioty nadnaturalne, badane przez metafizykę). 
W tradycji orfickiej Physis była pierwotną boginią i uosobieniem natury, która należała do Protogenoi. Wyszła z Chaosu. Można ją porównać do Thesis oraz Fanesa.